# Maariv
Maariv (în ebraică מעריב = de la cuvântul „erev” = seara, și „maariv” sau „arvit” = rugăciunea de seară) este un cotidian independent ebraic din Israel, întemeiat la 15 februarie 1948.
Ziarul a fost înființat de un grup de gazetari, în frunte cu dr.Azriel Carlebach (Karlibach), care au părăsit ziarul Yediot Aharonot, de a cărui funcțiune erau dezamăgiți. În anii 1950-1960 Maariv a devenit cel mai răspândit cotidian israelian, ceea ce s-a menționat și pe frontispiciul ziarului. Ulterior a coborât pe locul al doilea, după „Yediot Aharonot”.

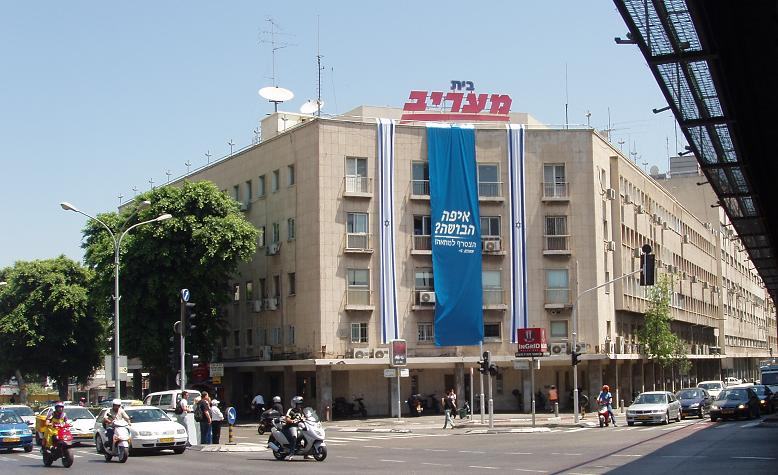
Clădirea de altădată a ziarului Maariv - Beit Maariv - la Tel Aviv în 2005. Până în 2016 a găzduit redacția ziarului Maariv. În prezent este sediul unor discoteci

### Suplimente
zilnic:
- - Hamagazin'   
  - Asakim – rubrică financiară
  - Sport
- Marți
  - Signon („stil”)– home magazine
- Miercuri
  - Signon –  magazin de modă
- Vineri
  - Musafshabat(supliment de sâmbătă) –cu analize și comentarii politice, mainstream, cu puncte de vedere de dreapta și stânga
  - Sofshavua –  magazinul de weekend
  - Journal – cultură și divertisment, televiziune
  - Asakim – magazin financiar
  - At – (Tu), magazin de femei
  - suplimente săptămânale locale regionale
  - Maariv layeladim (pentru copii)
  - Maariv lanoar - pentru adolescenți

## Istorie
Ziarul Maariv a fost înființat la 15 februarie 1948 de către ziariști ai gazetei Yediot Aharonot, care, în frunte cu redactorul șef dr Azriel Carlebach (1909-1956) au părăsit pe neașteptate acel ziar. La început noul ziar s-a numit Yediot Maariv, iar primul său redactor șef a fost Carlebach.
Până în anii 1990 ziarul a aparținut unei companii private a ziariștilor care l-au redactat. Ulterior a trecut în posesia unor investitori (Robert Maxwell, familia Nimrodi, Noah Dankner, Shlomo Ben Tzvi) până în 2012, în cadrul unei companii numite „Maariv Hahzakot ltd” cu acțiuni înregistrate la Bursa din Tel Aviv. Ziarul a luat o vreme un format de tabloid cu imagini colorate, titluri țipătoare și un stil mai popular ușor de înțeles, asemănător cu Yediot Aharonot. 
În aprilie 2014  el a fost vândut grupului Jerusalem Post al omului de afaceri Eli Azur și a fost unit cu săptămânalul Sof Shavua, luând numele de Maariv Shavua. O ediție gratuită apare în fiecare dimineață sub numele Maariv Boker (Maariv de dimineața)
Actualii redactori șefi sunt Doron Cohen și Golan Bar Yosef.
În 2004 compania Maariv Ahzakot a lansat situl de știri pe internet nrg Maariv.
Acoperirea de către cotidian a evenimentelor de actualitate este considerată echilibrată, el dând loc diferitelor opinii care divizează societatea israeliană. Ziarul găzduiește unul lângă altul comentarii politice ale unor gazetari experimentați și ale unor foști politicieni și intelectuali.    

### Redactori șefi
- 1948-1956 Azriel Carlebach
- 1956-1974 Arie Disenchik
- 1974-1980 - Shalom Rosenfeld
- 1980-1985 Shmuel Shnitzer
- 1985-1991  Ido Disenchik
- 1991-1992 - Dov Yudkovski
- 1992 - Dan Margalit
- 1992-1995 - Ofer Nimrodi
- 1995-2002  Yaakov Erez
- 2002-2007 Amnon Dankner
- 2007-2009 Ruti Yuval si Doron Glezer
- 2009-2010 - Yoav Tzur
- 2010-2011  Avi Meshulam
- 2011-2012 Nir Hefetz
- 2012-2014 Shlomo Ben Tzvi

### Ziariști cunoscuți
- Ben Caspit -cronică politică
- Kalman Liebeskind - cronică politică
- Mordechai Haimovich -reportaje
- Avi Benayahu - cronică
- prof.Arie Eldad - comentarii politice
- Michael Kleiner- comentarii politice
- Alon Ben David - subiecte militare
- Jacky Hugi - Orientul Apropiat
- Ron Meiberg - cronică din America
- David Petimer - interviuri cu personalități culturale
- Ron Kofman - cronică satirică
- Nir Kipnis - cronică personală
- Nathan Zehavi - cronică personală
- Marcelle Moseri - cronica personală
- Talia Levin - cronică personală

### Ziariști si colaboratori  din trecut
- Dan Ben Amotz  - umorist, cronica mondenă
- Menahem Ben  - cronicar literar
- Kariel Gardosh , zis Dosh - caricaturist
- Yaakov Farkas, zis Zeev - caricaturist
- Dov Goldstein - interviuri
- Dudu Gheva - desenator
- Moshe Zak -   politică
- Daniel Dagan - politică
- Kobi Arieli  - umorist
- Amnon Dankner - reportaje
- Ephraim Kishon - umorist
- Yosef Lapid - umorist
- Yehonatan Geffen - cronica
- Tzipi Hotovely - politică
- Dan Margalit - cronicar politic
- Ruvik Rosenthal - limba ebraică
- Erel Segal - politică
- Ofer Shelakh
- Meir Shnitzer - cinema
- Shmuel Shnitzer
- Ben-Dror Yemini - cronicar